# Harrington Regio
L' Harrington Regio è una struttura geologica della superficie di Plutone.